# Santo Antônio de Goiás
Santo Antônio de Goiás is een gemeente in de Braziliaanse deelstaat Goiás. De gemeente telt 4.230 inwoners (schatting 2009).